# Corinna Dentoni
Corinna Dentoni (Pietrasanta, 30 luglio 1989) è una tennista italiana. Attualmente senza classifica mondiale, a causa di lunghi periodi di inattività, ha raggiunto la posizione n.132 del ranking WTA nel giugno 2009 e vinto nove titoli ITF, l'ultimo nel 2019 sul cemento di Tel Aviv.

## Carriera

### 2005-2006: esordi nel circuito maggiore
Dopo ottimi risultati a livello giovanili (è stata fra l'altro finalista nel doppio agli Australian Open Junior 2005), è passata al professionismo nel 2005, chiudendo l'anno al numero 792 della classifica WTA, dopo aver vinto i tornei ITF di Monteroni d'Arbia e Torre del Greco. Nel 2006, quando pure ottiene una wild card per le qualificazioni degli Internazionali d'Italia, non riesce a trovare continuità di risultati e a fine anno scivola nella classifica WTA oltre la posizione 800.

### 2007: prime vittorie WTA, top 150 e debutto a Parigi
A livello internazionale si fa notare dal 2007, quando vince i tornei di Ragusavecchia in Croazia e Telavi in Georgia. Chiude l'anno con un record di 48 vittorie e 28 sconfitte, e nella classifica finale è numero 242 del ranking mondiale. Nel 2008 arrivano le prime soddisfazioni anche a livello di circuito maggiore. Nel mese di aprile a Estoril in Portogallo accede per la prima volta al tabellone principale di un torneo WTA, giungendo fino al secondo turno, dove cade per mano della ceca Zakopalová. Disputa poi le qualificazioni agli Internazionali d'Italia a Roma, al Roland Garros, a Wimbledon (dove arriva al terzo e decisivo turno) e agli US Open, senza tuttavia riuscire a entrare nel tabellone principale. A Palermo vince il suo secondo incontro WTA contro Alberta Brianti prima di cedere alla georgiana Čachnašvili. In ottobre, grazie alla finale conquistata nel torneo ITF di Taipei, raggiunge la posizione numero 145. A novembre, poi, migliora ulteriormente il suo best ranking, assestandosi al numero 142 della classifica WTA.
Nel 2009 accede a quattro tornei WTA: Fès (da qualificata), Palermo (grazie ad una wild card), Quebec City e Tashkent; in nessuna delle quattro occasioni riesce però a superare il primo turno. Per la prima volta in carriera accede al tabellone principale di un torneo Slam a Parigi: supera infatti i tre turni di qualificazione contro Pučak, Karatančeva e Fedossova e fa il suo debutto sulla terra parigina contro la testa di serie numero 29 Szávay con la quale perde per 3-6, 4-6.

### 2010-2013: secondo main draw a Parigi, ritiro
Quattro le partecipazioni ai tornei maggiori anche l'anno successivo: conquista il tabellone principale passando dalle qualificazioni a Bogotà e Monterrey, dove viene subito estromessa al primo turno, e a Palermo dove torna a vincere un match, questa volta ai danni di Maria Elena Camerin prima di cedere al turno successivo contro Julia Görges. Nell'ultima parte di stagione è ammessa anche al torneo di Osaka ma non supera il primo turno.
Nel gennaio 2011 prende parte alle qualificazioni per accedere al tabellone principale dei tornei di Auckland e Hobart ma in entrambe le circostanze non riesce nell'impresa. Partecipa anche alle qualificazioni per il primo Slam della stagione, l'Australian Open, ma non riesce ad accedere nel main-draw perché sconfitta nell'ultimo turno dall'americana Jamie Hampton per 6-4, 6-2. Bissa il successo nelle qualificazioni di Parigi sconfiggendo nell'ultimo turno la russa Byčkova per 6-3 6-2, ed entrando così per la seconda volta in carriera nel tabellone principale del Roland Garros dove incrocia Medina Garrigues dalla quale viene battuta con un doppio 7-5.
A luglio 2013 nel torneo WTA di Palermo (terra rossa) batte al primo turno la francese, n°81 Caroline Garcia per 5-7 6-4 6-4, esce sconfitta al turno successivo contro Renata Voráčová.
Terminata la stagione nel 2017, all'età di 28 anni Corinna smette di giocare a tennis.

### 2019-2020: ritorno e secondo ritiro
Corinna torna sui campi internazionali nel 2019, due anni dopo il ritiro. Nel frattempo si allena al Tennis Club Milano "A. Bonacossa" seguita da Laura Golarsa con cui poi ha rotto i rapporti professionali. Dopo tre mesi dal ritorno vince il nono titolo ITF, a distanza di 4 anni dall'ultimo, e il primo su cemento, avendo la meglio in finale sulla giovane Emma Raducanu. L'ultimo match disputato risale all'ultimo torneo tenutosi prima della sospensione degli eventi causata dalla pandemia di COVID-19, vale a dire ad inizio marzo 2020 a Heraklia, dove ha raggiunto i quarti di finale. Un anno più tardi ha dichiarato di aver intenzione di disputare tornei a livello nazionale e di non prendere un ritorno nel circuito professionale.

### 2022
Due anni dopo aver annunciato il ritiro, Corinna ritorna in campo nell'ottobre 2022 per disputare le qualificazioni di un torneo ITF da $25.000 a Santa Margherita di Pula: nella circostanza, viene subito eliminata al primo turno dalla giovane siciliana Virginia Ferrara, che s'impone in due set. Questa è stata l'unica partita disputata da Dentoni a livello professionistico nella stagione 2022.

### 2023
Corinna Dentoni inizia la stagione disputando il torneo ITF da $25.000 di Santo Domingo: nonostante il ranking deficitario e la necessità di disputare le qualificazioni, viene ammessa direttamente nel tabellone principale grazie ad una wild card concessa dagli organizzatori del torneo, ma esce sconfitta al primo turno.

## Statistiche ITF

### Vittorie (9)
| Torneo $ 100 000    |
| Torneo $ 75 000     |
| Torneo $ 50 000     |
| Torneo $ 25 000 (1) |
| Torneo $ 15 000 (1) |
| Torneo $ 10 000 (7) |

| Nr. | Data              | Torneo                   | Superficie  | Avversaria in finale | Punteggio     |
| 1.  | 17 luglio 2005    | Monteroni d'Arbia        | Terra rossa | Verdiana Verardi     | 6-0, 5-7, 6-4 |
| 2.  | 18 settembre 2005 | Torre del Greco          | Terra rossa | Jana Juricova        | 6-3, 6-2      |
| 3.  | 1 aprile 2007     | Cavtat                   | Terra rossa | Maria-Belen Corbalan | 6-2, 6-2      |
| 4.  | 23 settembre 2007 | Telavi                   | Terra rossa | Anna Gerasimou       | 6-2, 1-6, 6-0 |
| 5.  | 13 ottobre 2014   | Santa Margherita di Pula | Terra rossa | Anna Klasen          | 6-3, 6-3      |
| 6.  | 11 novembre 2014  | Casablanca               | Terra rossa | Pia Konig            | 6-2, 7-5      |
| 7.  | 26 ottobre 2015   | Santa Margherita di Pula | Terra rossa | Julia Kimmelmann     | 6-2, 6-1      |
| 8.  | 11 novembre 2015  | Casablanca               | Terra rossa | Julia Grabher        | 7-6, 6-3      |
| 9.  | 31 marzo 2019     | W15 Tel Aviv, Tel Aviv   | Cemento     | Emma Raducanu        | 6-4, 6-3      |

## Grand Slam Junior

### Doppio

#### Sconfitte (1)
| Tornei del Grande Slam  |
| ----------------------- |
| Australian Open (1)     |
| Open di Francia (0)     |
| Torneo di Wimbledon (0) |
| US Open (0)             |

| N. | Data            | Torneo                     | Superficie | Compagna     | Avversarie in finale                    | Punteggio |
| 1. | 28 gennaio 2006 | Australian Open, Melbourne | Cemento    | Alizé Cornet | Sharon Fichman Anastasija Pavljučenkova | 2-6, 2-6  |

## Risultati in progressione
| Sigla | Risultato               |
| ----- | ----------------------- |
| V     | Vincitore               |
| F     | Finalista               |
| SF    | Semifinalista           |
| O     | Oro olimpico            |
| A     | Argento olimpico        |
| SF    | Bronzo olimpico         |
| QF    | Quarti di Finale        |
| 4T    | Quarto turno            |
| 3T    | Terzo turno             |
| 2T    | Secondo turno           |
| 1T    | Primo turno             |
| RR    | Round Robin             |
| LQ    | Turno di qualificazione |
| A     | Assente                 |
| ND    | Non disputato           |

| Legenda superfici    |
| -------------------- |
| Cemento              |
| Terra battuta        |
| Erba                 |
| Superficie variabile |

### Singolare nei tornei del Grande Slam
| Torneo          | 2008 | 2009 | 2010 | 2011 | 2012 | 2013 | ... | 2020 |
| --------------- | ---- | ---- | ---- | ---- | ---- | ---- | --- | ---- |
| Australian Open | A    | Q1   | Q2   | Q3   | Q1   | Q2   |     | A    |
| Open di Francia | Q1   | 1T   | Q1   | 1T   | A    | Q1   |     | A    |
| Wimbledon       | Q3   | Q1   | Q2   | Q1   | A    | Q3   |     | A    |
| US Open         | Q1   | Q1   | Q2   | Q1   | A    | Q1   |     | A    |

### Doppio nei tornei del Grande Slam
Nessuna partecipazione

### Doppio misto nei tornei del Grande Slam
Nessuna partecipazione